# 台灣山葉發動機研究開發中心
台灣山葉發動機研究開發中心（YAMAHA Motor R&D TAIWAN CO.,LTD）是日本山葉發動機株式會社的台灣分公司，與台日雙方共同投資成立的台灣山葉機車不同。公司位於桃園市中壢區中壢工業區中華路二段3號。

## 簡史
- 1997年4月，日本山葉發動機株式會社與台灣山葉機車合資成立了台灣山葉發動機研究開發中心股份有限公司（簡稱YMRT），成為日本山葉發動機株式會社的第一個研發機車的海外據點。目前也是日本山葉發動機株式會社內規模最大的海外機車研發據點。YMRT主要致力於國內外155cc排氣量以下的速克達機車的研究與開發。

## 外部連結
- 台灣山葉發動機研究開發中心